# (463976) 2014 WN17
(463976) 2014 WN17 es un asteroide perteneciente al cinturón de asteroides, descubierto el 19 de septiembre de 2009 por el equipo Spacewatch desde el Observatorio Nacional de Kitt Peak (Arizona, Estados Unidos).